# Терликбаев, Мырзакул
Мырзаку́л Терликба́ев (каз. Мырзақұл Терлікбаев, 1910 год, аул Шубар, Туркестанский край — дата и место смерти неизвестны) — колхозник, звеньевой колхоза «Жаналык», Герой Социалистического Труда (1948).

## Биография
Родился году в ауле Шубар (сегодня — Кербулакский район, Алматинская область, Казахстан). В 1930 году вступил в местный колхоз «Жаналык» Талды-Курганского района Талды-Курганской области. Первоначально трудился рядовым колхозником. В 1932 году был назначен звеньевым полеводческого звена. С 1941 года участвовал в Великой Отечественной войне. После демобилизации в 1944 году возвратился в родной колхоз, где продолжил свою работу звеньевым.
В 1945 году полеводческое звено под руководством Мырзакула Терликбаева собрало с каждого гектара по 160 центнеров сахарной свеклы вместо запланированных 150 центнеров и 10,5 центнеров зерновых вместо плана в 10 центнеров. В 1946 году звено собрало по 282 центнеров сахарной свеклы и по 11,5 центнеров зерновых с каждого гектара. За этот труд он был награждён медалью «За трудовую доблесть».
В 1947 году звено Мырзакула Тердикбаева собрало с участка площадью 7 гектаров по 833 центнеров сахарной свеклы. За этот доблестный труд он был удостоен в 1948 году звания Героя Социалистического Труда.

## Награды
- Медаль «За трудовую доблесть» (1946);
- Герой Социалистического Труда (1948);
- Орден Ленина (1948).